# Eburodacrys silviamariae
Eburodacrys silviamariae es una especie de escarabajo longicornio del género Eburodacrys, tribu Eburiini, subfamilia Cerambycinae. Fue descrita científicamente por Galileo & Martins en 2006.

## Descripción
Mide 18,1 milímetros de longitud.

## Distribución
Se distribuye por Perú.